# 寶齡富錦生技
寶齡富錦生技股份有限公司，（英語：Panion & BF Biotech Inc.），成立於1976年，是一間臺灣上市的生技公司，以藥品研發為基礎，之後拓展至醫美領域，致力於「抗衰老市場」。2018年1月23日股票上市。

## 歷史
1976年，寶齡製藥股份有限公司成立。
1984年，合併富錦公司為寶齡富錦製藥廠(股)公司，擴廠整建為GMP廠。
1988年，轉型兼營醫美藥妝通路的GMP藥廠。
1999年，應用Enteric Coating技術於膠囊。
2000年，金管會證期局核准為公開發行公司。
2001年，更名為「寶齡富錦生技股份有限公司」。同年，自美國U. Michigan引進新藥Nephoxil®基礎技術，以及完成新藥原料與製程CMC升級研發。
2004年，西藥廠通過衛生署cGMP第三階段確效。獲櫃買中心核定通過股票登錄興櫃交易。
2005年，與美國Keryx Biopharmaceuticals達成新藥歐美日授權合作。完成美國、台灣跨國多中心二期臨床。
2007年，轉授權日本JT及其子公司Torii合作進行日本市場新藥開發。
2009年，化妝品廠通過台灣衛生署（現稱衛生福利部）化妝品自願性GMP認證。
2010年，與台灣五大醫學中心合作進行新藥Nephoxil®第三期臨床試驗
2012年，西藥廠獲PIC/S GMP認證。成功完成新藥Nephoxil第三期臨床試驗。12月27日送件TFDA申請台灣新藥上市許可(NDA)。
2013年，日本授權伙伴1月7日送件申請日本新藥上市許可(NDA)。合併子公司寶瑞康公司。美國授權伙伴8月8日送件申請美國新藥上市許可(NDA)。
2014年，日本授權伙伴1/17獲日本厚生省核發新藥上市許可。美國授權伙伴3/10送件申請歐洲新藥上市許可(MAA)。美國授權夥伴9/5獲美國FDA核發新藥上市許可。
2015年，1/15通過台灣衛福部新藥上市審查。9/24通過歐盟委員會新藥上市許可。
2017年，Auryxia獲得納入美國Federal Medicare Part- D 醫療給付。韓國KKKR遞件申請NDA。Auryxia獲得美國FDA核准sNDA (擴充適應症)。
2018年，1月23日正式掛牌上市。2月14日獲得CFDA核准臨床試驗。

## 外部連結
- （繁體中文）（简体中文）（英文）（日語） 寶齡富錦生技 （页面存档备份，存于）